# Uitoto
Die Witoto oder Uitoto, spanisch Huitoto sind ein indigenes Volk im Süd-Osten Kolumbiens und im Norden Perus. Die Uitoto selbst bezeichnen sich als Komini. Das Wort Uitoto kommt aus der Sprache der Caraibenstämme, welche diese für die Bezeichnung eines Feindes benutzen.
Der deutsche Ethnologe Konrad Theodor Preuss verbrachte während seines Forschungsaufenthalts 1913–1919 einige Monate bei den Uitoto und beschreibt in seinem 1921 erschienenen Buch Religion und Mythologie der Uitoto seine Erfahrungen und Erkenntnisse. Besonderen Wert legte Preuss auf die Aufzeichnung, Übersetzung und Interpretation der Mythen der Uitoto. In der Zeit des Kautschukbooms Anfang des 20. Jahrhunderts wurden die Witoto für die Kautschukgewinnung versklavt, die Ausschreitungen gegen sie mündeten im Völkermord in Putumayo (1879–1912) mit geschätzten 40.000 bis 250.000 Toten.

## Siedlungsgebiet
Das Siedlungsgebiet der Uitoto (etwa 35.000 km²) liegt in den kolumbianischen Departamentos Caquetá, Putumayo und Amazonas sowie nach Süden und Osten über die Grenzen von Peru und Brasilien. In Kolumbien leben sie in 13 Schutzgebieten (span. Resguardos): Aguas Negras, Coropoya, El Quince, Mesai, Monochoa, Puerto Zabalo und Huitora im Gemeindebezirk Solano, Caquetá, Predio Putumayo im Amazonas und Agua Negra, El Progreso, Jirijiri, Lagarto Cocha und Huitoto de Tukunare im Gemeindebezirk Puerto Leguízamo, Putumayo.

## Geschichte

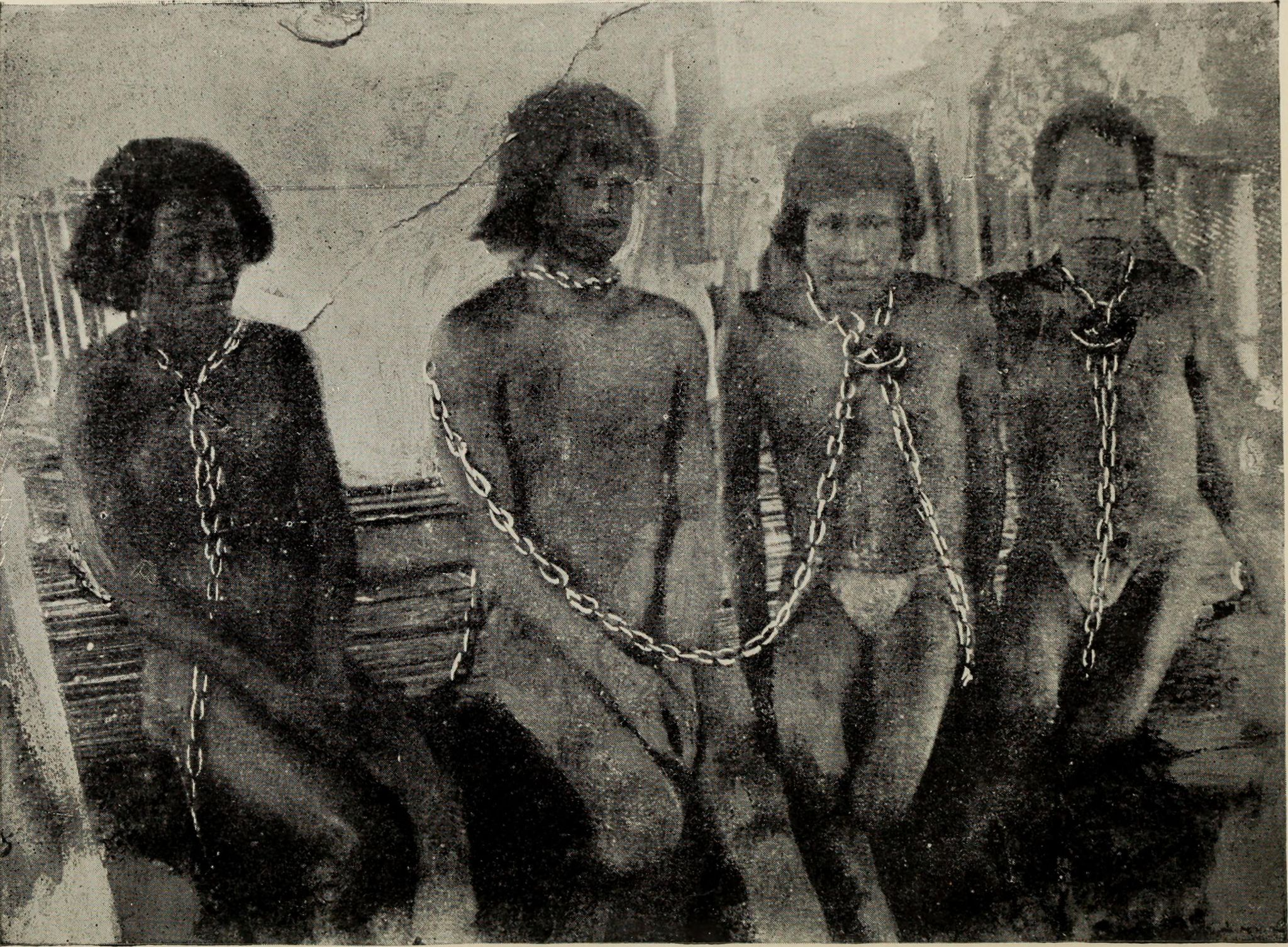
Versklavte Amazonas-Indios, aus Walter Ernest Hardenburg: The Putumayo, the Devil's Paradise (1912)

Die Witoto lebten bis Ende des 19. Jahrhunderts im Gebiet des Flusses Putumayu weitgehend unbehelligt. Im Zuge des Kautschukbooms sicherte sich der peruanische Kautschukunternehmer Julio César Arana del Águila das Einzugsgebiet des Putumayu für die Gewinnung und den Handel mit Kautschuk, wobei er ab 1899 auf die Verpflichtung der indigenen Bevölkerung am Putumayu setzte. Die als besonders friedlich charakterisierten Witoto erschienen ihm dabei besonders geeignet. Anfangs sammelten die Indigenen noch gegen Lieferung von Messern, Äxten und anderem Werkzeug Kautschuk für das Unternehmen, doch erkannten sie bald die Nachteile und verweigerten die weitere Kooperation. So begann Arana bereits 1900, in Zusammenarbeit mit dem Kautschukunternehmen Calderón mithilfe bewaffneter Männer die Witoto und Angehörige anderer Ethnien (Andoque, Bora und Nonuya) für die Kautschukproduktion zu versklaven. Gleichzeitig wurden die Indigenen an Aktivitäten zur Sicherung ihrer Subsistenz – Jagen, Sammeln und Anbau – gehindert. Ab 1904 beschäftigte Arana zweihundert bewaffnete Männer aus Barbados, die dafür sorgten, dass die Indigenen ohne Pause arbeiteten. Es gab eigene Einrichtungen, in denen Zwangsarbeiter gefoltert wurden, die nicht die verlangten Mengen an Kautschuk einbrachten. Auch Gewalt gegen Familienangehörige wurde eingesetzt, um die Sklavenarbeiter botmäßig zu machen. Dies bedeutete, dass die Witoto einen Rohstoff sammelten, mit dem sie nichts anfangen konnten, und keine Möglichkeit mehr hatten, ihrer traditionellen Selbstversorgung nachzugehen. Die Gräuel wurden ab 1907 zunächst durch Berichte des peruanischen Journalisten Benjamín Saldaña Rocca in Iquitos, international aber durch die Monographie The Putumayo, the Devil's Paradise (1911) des US-amerikanischen Ingenieurs Walter Hardenburg sowie eine offizielle Untersuchung durch den britischen Diplomaten Roger Casement bekannt. Arana konnte seine Aktivitäten jedoch ungestraft fortsetzen, so dass die meisten Witoto – mehrere tausend Menschen – in dieser Epoche umkamen. Der Kautschukboom in der Region und damit die Zeit der unmittelbaren Terrorherrschaft für die Witoto endete allmählich mit dem Aufbau der Kautschukproduktion in Malaysia ab den 1920er Jahren und endgültig mit dem Kolumbianisch-Peruanischen Krieg 1932.

## Population
Die Population der Uitoto wurde 1921 von Preuss auf 25.000 geschätzt.
Der letzte kolumbianische Zensus gibt die Uitoto mit einer Population von etwa 6.100 auf kolumbianischem Gebiet an; im Gemeindebezirk von Solano wurden 1.271 gezählt. Des Weiteren leben laut Census von 1993 ungefähr 1900 Uitoto im Norden Perus und rund 180 im brasilianischen Amazonasgebiet.

## Sprache
Die Uitoto sprechen Dialekte der Uitoto-Sprachfamilie. Es werden hauptsächlich vier Dialekte gesprochen: Mika und Minika sind im Gebiet der Flüsse Caquetà und Putumayo verbreitet. Der Dialekt Búe wird im Gebiet des Río Caraparaná gesprochen, der Nipode-Dialekt ist bei den nördlichen Uitoto verbreitet. Die Sprecher des Noferuene-Dialekts sind über das gesamte Gebiet der Uitoto verteilt.

## Das Weltbild
Ausgehend von den Mythen der Uitoto ist die Welt aus fünf Teilen zusammengesetzt. In der Mitte liegt die Welt der Menschen. Sie wird von den Uitoto als Komini Iko oder auch Anadiko bezeichnet, was so viel wie „die untere“, d. h. die Welt unter dem Himmel, bedeutet. Sie wird auch Nikarani – das Geträumte, das Traumbild – genannt.
Über dieser mittleren Welt befinden sich zwei Himmel.
Der erste Himmel, von den Uitoto als Biko bezeichnet, wird in der Mythe wiederum in drei Himmel unterteilt. Der mittlere Himmel verkörpert das Reich des Sonnenwesens Husiniamui (Husiniamui ibirei = Husiniamuis Welt). Darüber liegt der Lichthimmel Reredeiko, während unter Husiniamuis Welt der rote Himmel Hiarereiko angesiedelt ist, den wir von der Erde sehen können.
Über dem ersten Himmel liegt der oberste Himmel, der von einem zauberkräftigen Wesen, ähnlich einer Spinne (Siinamo) bewohnt wird, über das Preuss allerdings nichts Näheres erfahren konnte.
Unter der Welt der Menschen liegt die erste Unterwelt, die Welt der Vorfahren der Uitoto, die auch Okinuyema ibirei genannt wird. Das Wort Okinuyema steht hier für einen der wichtigsten mythischen Vorfahren der Uitoto. An diesen Ort, an dem auch die restlichen Vorfahren leben, kehren die Uitoto nach dem Tode zurück. Die Seelen verbannter Menschen gehen in den Himmel auf zu Husiniamui.
Unter der ersten Unterwelt liegt der Wohnsitz des Urvaters, die unterste Welt, die Hudyarai oder Igori heißt und von Feuer erfüllt ist.
Die Menschen sind durch eine Höhle im Osten an die Oberfläche aufgestiegen. Der Ort des Aufstieges, also die Höhle, wird auch gleichgesetzt mit dem Ort des Sonnenaufgangs (Biko Buadiagomei). Benachbarte Stämme, die im Osten leben, werden als direkte Vorfahren der Uitoto angesehen (Muinane). (Preuss 1921, S. 49.)

## Feste
Die Feste der Uitoto sind sämtlich religiöser Natur, obwohl sie gelegentlich Tänze daraus zu bloßer Unterhaltung veranstalten. Die Uitoto haben die folgenden Feste:
- okima, das Fest des Manihot und der Vorfahren
- uike, das Ballspielfest
- dyadiko, das Tanzen auf dem gleichnamigen Tanzbaum
- huare, das Fest zur Anfertigung der Schlitztrommeln
- eianyo, das Fest des Weinens
- bai, das Fest, das nach dem Genuss von Menschenfleisch gefeiert wird
- meni, das Fest des Seelenfangs
- rafue, das Totenfest

## Weiterführende Literatur
- Konrad Theodor Preuss: Religion und Mythologie der Uitoto, Textaufnahmen und Beobachtungen bei einem Indianerstamm in Kolumbien, Südamerika. Vandenhoeck & Ruprecht; J. C. Hinrichs, Göttingen, Leipzig 1921–23, ISBN 3-525-54131-7.
- T. Koch-Grünberg: Die Uitoto Indianer. Weitere Beiträge zu ihrer Sprache nach einer Wörterliste von Hermann Schmidt. In: Journal de la Societé des Américanistes 7, 1910, S. 61–83.
- T. Koch-Grünberg: Les indiens ouitoto : étude linguistique In: Journal de la Societé des Américanistes Nouvelle Serie 3, 1906, S. 157–189.
- H. Candre, J. A. Echeverri: Cool tobacco, sweet coca. Teachings of an Indian sage from the Colombian Amazon. 1996, ISBN 0-9527302-1-9.
- Walter Hardenburg The Putumayo, The Devil's Paradise, Travels in the Peruvian Amazon Region and an Account of the Atrocities Committed upon the Indians Therein, abrufbar bei Project Gutenberg (http://www.gutenberg.org/files/45204/45204-h/45204-h.htm).